# Alfredo Mario Ferreiro
Alfredo Mario Ferreiro (Montevidéu, 1º de março de 1899 - 24 de junho de 1959), foi um poeta e escritor uruguaio.

## Biografia
Alfredo Mario ferreiro publicou suas primeiras obras literárias entre 1917 e 1920 em jornais como El Siglo ou La Razón, até que que em 1926 lhe ocorre a oportunidade de participar da revista literária La Cruz del Sur, na quual permanecerá até 1929. Já em 1927, publicou seu primeiro volume de poesias, intitulado El hombre que se comió un autobús - Poemas con olor a nafta), (O homem que comeu um ônibus - Poemas com cheiro de nafta), o qual foi seguido por Se ruega no dar la mano - Poemas profilácticos a base de imágenes esmeriladas (Pede-se para não dar a mão - Poemas profiláticos a base de imagens esmerilhadas), em 1930. Nestas obras se revela uma poesía vinculada ao movimento futurista, na qual se incorporam o mundo citadino e os avanços tecnológicos do momento. Abandonando em pouco tempo a criação poética (seus últimos dois poemas publicados apareceram em 1939), começa a colaborar em diversas publicações com artigos humorísticos e outras crônicas, tarefa que não abandonaria até seus últimos días.

## Obra
- El hombre que se comió un autobús - Poemas con olor a nafta (1927)
- Se ruega no dar la mano - Poemas profilácticos a base de imágenes esmeriladas (1930)

## Fonte da tradução
- Este artigo foi inicialmente traduzido, total ou parcialmente, do artigo da Wikipédia em castelhano cujo título é «Alfredo Mario Ferreiro».